# عواصم المغرب التاريخية
عواصم المغرب الاقصى، أو مدن المملكة المغربية، هو وصف يُشار به إلى أربع مدنسلا، مراكش، مكناس والرباط والتي كانت في فترات من التاريخ عواصم لدول تعاقبت على حكم المغرب الأقصى (الأدارسة، المرابطون، الموحدون، الوطاسيون، المرينيون، السعديون والعلويون). هذه المدن ارتبطت أساسا بملوك وسلاطين محددين قاموا ببنائها لكي تكون عواصم لدولهم ولتمييزها أحيانا عن العواصم السابقة عبر القيام بإنشاءات عمرانية وعسكرية هائلة وفخمة.
المدن الملكية في المرحلة المعاصرة تعتبر مناطق رئيسية للجذب السياحي في المغرب الاقصى لما تشتمل عليه من روائع معمارية، تاريخية وهندسية متميزة.
أربع مدن في المغرب الأقصى مع السلالات الحاكمة في الترتيب الزمني هي:
- فاس: عاصمة للأدارسة (807–926)، والمرينيين (1248–1465) والعلويين (1666–1672 و 1727–1912).
- مراكش: عاصمة للمرابطين (1070–1147)، والموحدين (1147–1269) والسعديين (1554–1659).
- تارودانت أول عاصمة للدولة السعدية (من 920هـ إلى 930هـ / 1515م إلى 1525م)
- مكناس: عاصمة للعلويين (1672–1727).
- الرباط: عاصمة للعلويين (منذ 1912).

السلالات المغربية الحاكمة في أقصى امتداد لها، بالإضافة إلى أقصى امتداد لسلالة العلويين الحاكمة حاليا
سلالة المرابطين[6] خلال أقصى اتساع لها (أوائل القرن 12).
سلالة الموحدين[7] خلال أقصى اتساع لها (أوائل القرن 13).
سلالة المرينيين[8] خلال أقصى اتساع لها (منتصف القرن 14).
سلالة السعديين[9] خلال أقصى اتساع لها (أواخر القرن 16).
سلالة العلويين خلال أقصى اتساع لها (القرن 18).